# Copestylum metallorum
Copestylum metallorum är en tvåvingeart som först beskrevs av Walker 1852.  Copestylum metallorum ingår i släktet Copestylum och familjen blomflugor. Inga underarter finns listade i Catalogue of Life.